# Agrostistachydeae
Agrostistachydeae es una tribu de la subfamilia Acalyphoideae, perteneciente a la familia Euphorbiaceae. Comprende 4 géneros. El género tipo es: Agrostistachys Dalzell.

## Géneros
- Agrostistachys.
- Chondrostylis
- Cyttaranthus
- Pseudagrostistachys